# Abriesa derna
Abriesa derna — вид совкових з підродини совок-п'ядунів. Поширені в Австралії, Квінсленді. Належить до монотипового роду Abriesa.